# José Holebas
José Lloyd Holebas (in greco: Ιωσήφ Χολέβας, Iōsīf Cholevas; Aschaffenburg, 27 giugno 1984) è un ex calciatore tedesco naturalizzato greco, di ruolo difensore o centrocampista.

## Biografia
Nato in Germania, ad Aschaffenburg in Franconia, da padre greco di Vasiliki e madre uruguaiana. Cresce solo con la madre e la sua famiglia dopo che il padre li ha abbandonati.
Ha una figlia, avuta quando era minorenne; per questo motivo decise di lasciare momentaneamente il calcio per trovare lavoro ed occuparsi della figlia. È sposato con Diana Juncker.

## Caratteristiche tecniche
Sinistro naturale, gioca come terzino, ma le sue caratteristiche gli consentono di poter giocare su tutta la fascia, anche come ala e all'occorrenza, come centrale di difesa. È dotato di una grande forza fisica, di un tiro potente e preciso, soprattutto nei calci piazzati dal limite e di una buona tecnica di base, caratteristiche che gli consentono di fornire parecchi assist e trovare spesso la via della rete.

## Carriera

### Club

#### Gli inizi in Germania e l'approdo in Grecia

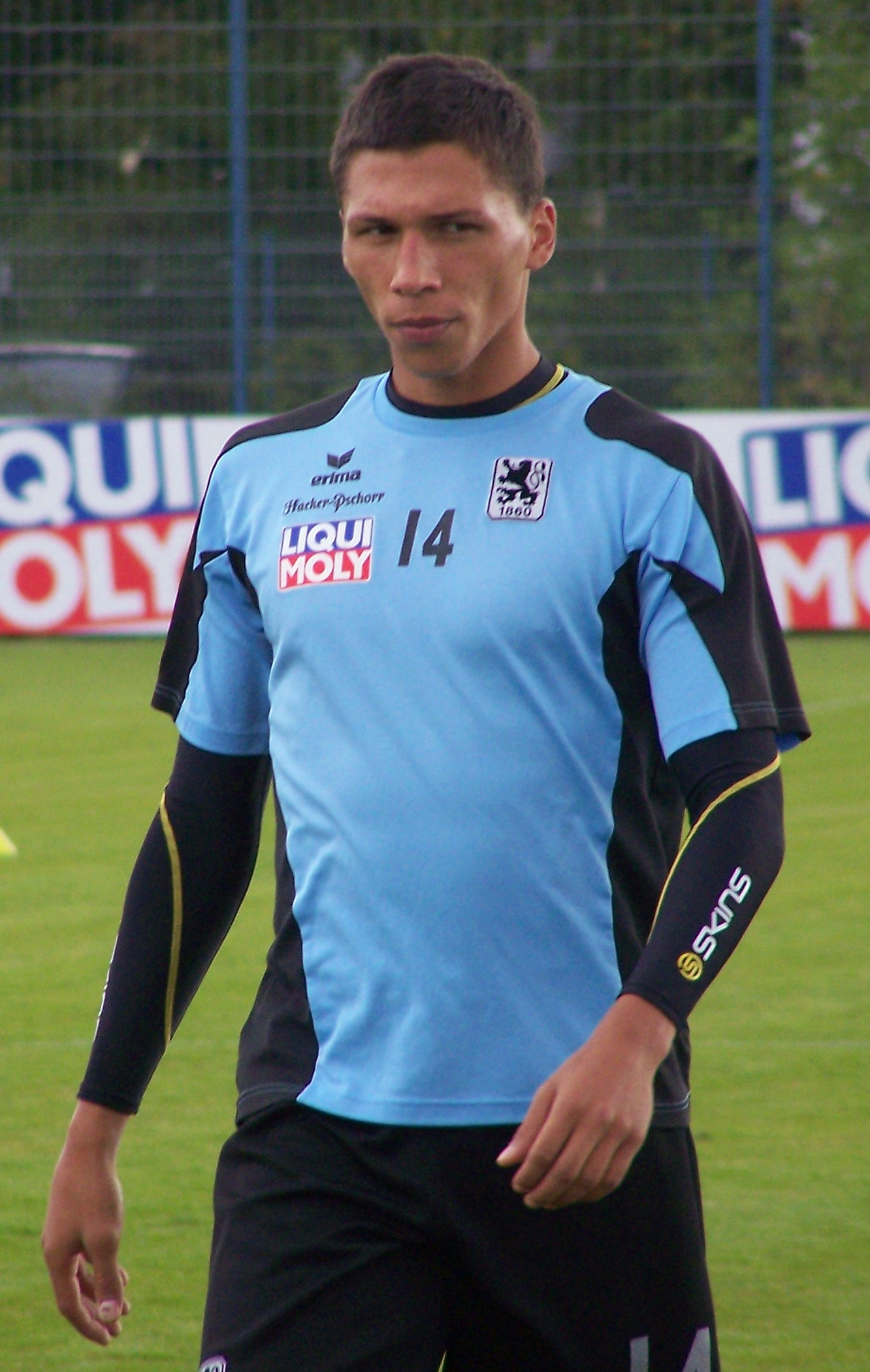
Holebas ai tempi del Monaco 1860

Inizia la sua carriera come attaccante, ma degli improvvisi problemi personali lo costringono a 18 anni a lasciare temporaneamente il calcio giocato. Nel 2005 ricomincia a giocare a calcio a livello dilettantistico nel Viktoria Kahl con ottimi risultati: 15 gol in 22 presenze, tant'è che viene notato dagli osservatori del Monaco 1860 che decidono di acquistarlo. Dopo aver giocato per un biennio nella squadra riserve, nel 2007 passa in prima squadra, dove rimane fino al 2010, collezionando, tra la squadra riserve e la prima squadra, 130 presenze e 18 reti.
Nel 2009 Ewald Lienen, allora tecnico dei biancocelesti, intuisce che il ragazzo possa diventare un ottimo terzino sinistro e convince il ragazzo ad arretrare la sua posizione in campo con ottimi risultati. Il passaggio del tecnico all'Olympiakos in Grecia è stato determinante per il suo trasferimento con i biancorossi del Pireo che lo acquistano il 15 luglio 2010 per 500.000 euro, firmando un contratto biennale. Il 28 ottobre 2010 debutta nel match vinto in casa per 1 a 0 contro l'Iraklis, a fine stagione totalizzerà 31 presenze ed una rete.
Nelle stagioni successive diventa un titolare dei biancorossi, riuscendo a raggiungere anche la convocazione con la nazionale maggiore nel 2011, in un periodo dove nel ruolo di terzino sinistro giocava Vasilīs Torosidīs adattato per mancanza di alternative. Conclude la sua esperienza con i Thrilos totalizzando 136 presenze e 10 reti tra campionato e coppe.

#### Roma
Il 30 agosto 2014 passa alla società italiana della Roma per 1 milione di euro, più bonus fino a un massimo di mezzo milione a seguito di obiettivi sportivi, firmando un contratto triennale. Il 24 settembre fa il suo esordio stagionale contro il Parma, gara poi vinta dai giallorossi per 2-1. Il 30 novembre 2014 segna il suo primo gol in Serie A, nella vittoria casalinga per 4-2 contro l'Inter, al termine di un'incredibile azione personale. Chiude la stagione totalizzando 35 presenze tra campionato e coppe, realizzando una rete.

#### Watford
Il 2 luglio 2015 passa a titolo definitivo in Premier League ai neopromossi del Watford in cambio di 2,5 milioni più bonus fino a mezzo milione a seguito di obiettivi sportivi.

#### Ritorno in Grecia
Il 18 agosto 2020, a distanza di 6 anni, torna a disputare il campionato greco per vestire nuovamente la maglia dell'Olympiakos.

#### Bayern Alzenau
Il 25 settembre 2021, dopo aver rescisso il proprio contratto con l'Olympiakos, abbandona il calcio professionistico accettando l'offerta dell'amico allenatore-giocatore Peter Spring trasferendosi al Bayern Alzenau, società tedesca militante nella Fußball-Regionalliga, la quarta divisione del campionato tedesco di calcio.

### Nazionale
L'11 novembre 2011 debutta con la nazionale nell'amichevole contro la Russia, gara terminata con il punteggio di 1 a 1.
Viene convocato per la fase finale degli europei di calcio. L'8 giugno 2012 esordisce da titolare agli Europei nella sfida inaugurale contro la Polonia (1-1). Conclude l'Europeo con 4 presenze.
Partecipa alla fase finale del mondiale brasiliano. Il 14 giugno 2014 fa il suo debutto contro la Colombia, gara persa per 3-0. Concluse il suo mondiale con 4 presenze su 4 partite totali.

## Statistiche

### Presenze e reti nei club
Statistiche aggiornate al 21 marzo 2021.
| Stagione              | Squadra               | Campionato            | Campionato | Campionato | Coppa nazionale | Coppa nazionale | Coppa nazionale | Coppe continentali | Coppe continentali | Coppe continentali | Altre coppe | Altre coppe | Altre coppe | Totale | Totale |
| Stagione              | Squadra               | Comp                  | Pres       | Reti       | Comp            | Pres            | Reti            | Comp               | Pres               | Reti               | Comp        | Pres        | Reti        | Pres   | Reti   |
| --------------------- | --------------------- | --------------------- | ---------- | ---------- | --------------- | --------------- | --------------- | ------------------ | ------------------ | ------------------ | ----------- | ----------- | ----------- | ------ | ------ |
| 2006-2007             | Monaco 1860 II        | RLS                   | 32         | 12         | -               | -               | -               | -                  | -                  | -                  | -           | -           | -           | 32     | 12     |
| 2007-gen. 2008        | Monaco 1860 II        | RLS                   | 11         | 1          | -               | -               | -               | -                  | -                  | -                  | -           | -           | -           | 11     | 1      |
| gen.-giu. 2008        | Monaco 1860           | ZL                    | 19         | 2          | CG              | 2               | 0               | -                  | -                  | -                  | -           | -           | -           | 21     | 2      |
| ago.-set. 2008        | Monaco 1860 II        | RLS                   | 4          | 0          | -               | -               | -               | -                  | -                  | -                  | -           | -           | -           | 4      | 0      |
| Totale Monaco 1860 II | Totale Monaco 1860 II | Totale Monaco 1860 II | 47         | 13         |                 |                 |                 |                    |                    |                    |             |             |             | 47     | 13     |
| 2008-2009             | Monaco 1860           | ZL                    | 24         | 1          | CG              | 2               | 0               | -                  | -                  | -                  | -           | -           | -           | 26     | 1      |
| 2009-2010             | Monaco 1860           | ZL                    | 31         | 4          | CG              | 3               | 0               | -                  | -                  | -                  | -           | -           | -           | 34     | 4      |
| Totale Monaco 1860    | Totale Monaco 1860    | Totale Monaco 1860    | 74         | 7          |                 | 7               | 0               |                    |                    |                    |             |             |             | 81     | 7      |
| 2010-2011             | Olympiacos            | SL                    | 24         | 1          | CG              | 3               | 0               | UEL                | 4                  | 0                  | -           | -           | -           | 31     | 1      |
| 2011-2012             | Olympiacos            | SL                    | 23         | 2          | CG              | 5               | 0               | UCL+UEL            | 6+3                | 1+0                | -           | -           | -           | 37     | 3      |
| 2012-2013             | Olympiacos            | SL                    | 28         | 4          | CG              | 4               | 0               | UCL+UEL            | 5+2                | 0                  | -           | -           | -           | 39     | 4      |
| 2013-2014             | Olympiacos            | SL                    | 19         | 2          | CG              | 3               | 0               | UCL                | 7                  | 0                  | -           | -           | -           | 29     | 2      |
| 2014-2015             | Roma                  | A                     | 25         | 1          | CI              | 1               | 0               | UCL+UEL            | 5+4                | 0+0                | -           | -           | -           | 35     | 1      |
| 2015-2016             | Watford               | PL                    | 11         | 1          | FACup+CdL       | 2+0             | 0               | -                  | -                  | -                  | -           | -           | -           | 13     | 1      |
| 2016-2017             | Watford               | PL                    | 33         | 2          | FACup+CdL       | 0               | 0               | -                  | -                  | -                  | -           | -           | -           | 33     | 2      |
| 2017-2018             | Watford               | PL                    | 28         | 0          | FACup+CdL       | 2+1             | 0               | -                  | -                  | -                  | -           | -           | -           | 31     | 0      |
| 2018-2019             | Watford               | PL                    | 28         | 3          | FACup+CdL       | 4+0             | 0               | -                  | -                  | -                  | -           | -           | -           | 32     | 3      |
| 2019-2020             | Watford               | PL                    | 14         | 0          | FACup+CdL       | 1+0             | 0               | -                  | -                  | -                  | -           | -           | -           | 15     | 0      |
| Totale Watford        | Totale Watford        | Totale Watford        | 114        | 6          |                 | 10              | 0               |                    |                    |                    |             |             |             | 124    | 6      |
| 2020-2021             | Olympiacos            | SL                    | 16         | 0          | CG              | 4               | 0               | UCL+UEL            | 7+2                | 0                  | -           | -           | -           | 29     | 0      |
| Totale Olympiakos     | Totale Olympiakos     | Totale Olympiakos     | 110        | 9          |                 | 19              | 0               |                    | 36                 | 1                  |             |             |             | 165    | 10     |
| Totale carriera       | Totale carriera       | Totale carriera       | 370        | 36         |                 | 37              | 0               |                    | 45                 | 1                  |             |             |             | 452    | 37     |

### Cronologia presenze e reti in nazionale
| Cronologia completa delle presenze e delle reti in nazionale ― Grecia | Cronologia completa delle presenze e delle reti in nazionale ― Grecia | Cronologia completa delle presenze e delle reti in nazionale ― Grecia | Cronologia completa delle presenze e delle reti in nazionale ― Grecia | Cronologia completa delle presenze e delle reti in nazionale ― Grecia | Cronologia completa delle presenze e delle reti in nazionale ― Grecia | Cronologia completa delle presenze e delle reti in nazionale ― Grecia | Cronologia completa delle presenze e delle reti in nazionale ― Grecia |
| Data                                                                  | Città                                                                 | In casa                                                               | Risultato                                                             | Ospiti                                                                | Competizione                                                          | Reti                                                                  | Note                                                                  |
| --------------------------------------------------------------------- | --------------------------------------------------------------------- | --------------------------------------------------------------------- | --------------------------------------------------------------------- | --------------------------------------------------------------------- | --------------------------------------------------------------------- | --------------------------------------------------------------------- | --------------------------------------------------------------------- |
| 11-11-2011                                                            | Il Pireo                                                              | Grecia                                                                | 1 – 1                                                                 | Russia                                                                | Amichevole                                                            | -                                                                     |                                                                       |
| 29-2-2012                                                             | Candia                                                                | Grecia                                                                | 1 – 1                                                                 | Belgio                                                                | Amichevole                                                            | -                                                                     |                                                                       |
| 26-5-2012                                                             | Kufstein                                                              | Grecia                                                                | 1 – 1                                                                 | Slovenia                                                              | Amichevole                                                            | -                                                                     |                                                                       |
| 31-5-2012                                                             | Kufstein                                                              | Grecia                                                                | 1 – 0                                                                 | Armenia                                                               | Amichevole                                                            | -                                                                     | 60’                                                                   |
| 8-6-2012                                                              | Varsavia                                                              | Polonia                                                               | 1 – 1                                                                 | Grecia                                                                | Euro 2012 - 1º turno                                                  | -                                                                     | 45’                                                                   |
| 12-6-2012                                                             | Breslavia                                                             | Grecia                                                                | 1 – 2                                                                 | Rep. Ceca                                                             | Euro 2012 - 1º turno                                                  | -                                                                     |                                                                       |
| 16-6-2012                                                             | Varsavia                                                              | Grecia                                                                | 1 – 0                                                                 | Russia                                                                | Euro 2012 - 1º turno                                                  | -                                                                     | 64’ 90’                                                               |
| 7-9-2012                                                              | Riga                                                                  | Lettonia                                                              | 1 – 2                                                                 | Grecia                                                                | Qual. Mondiali 2014                                                   | -                                                                     | 80’                                                                   |
| 11-9-2012                                                             | Il Pireo                                                              | Grecia                                                                | 2 – 0                                                                 | Lituania                                                              | Qual. Mondiali 2014                                                   | -                                                                     | 67’                                                                   |
| 14-11-2012                                                            | Dublino                                                               | Irlanda                                                               | 0 – 1                                                                 | Grecia                                                                | Amichevole                                                            | 1                                                                     | 46’                                                                   |
| 6-2-2013                                                              | Il Pireo                                                              | Grecia                                                                | 0 – 0                                                                 | Svizzera                                                              | Amichevole                                                            | -                                                                     | 58’                                                                   |
| 22-3-2013                                                             | Zenica                                                                | Bosnia ed Erzegovina                                                  | 3 – 1                                                                 | Grecia                                                                | Qual. Mondiali 2014                                                   | -                                                                     |                                                                       |
| 7-6-2013                                                              | Vilnius                                                               | Lituania                                                              | 0 – 1                                                                 | Grecia                                                                | Qual. Mondiali 2014                                                   | -                                                                     | 46’                                                                   |
| 14-8-2013                                                             | Siezenheim                                                            | Austria                                                               | 0 – 2                                                                 | Grecia                                                                | Amichevole                                                            | -                                                                     |                                                                       |
| 6-9-2013                                                              | Vaduz                                                                 | Liechtenstein                                                         | 0 – 1                                                                 | Grecia                                                                | Qual. Mondiali 2014                                                   | -                                                                     | 60’                                                                   |
| 11-10-2013                                                            | Il Pireo                                                              | Grecia                                                                | 1 – 0                                                                 | Slovacchia                                                            | Qual. Mondiali 2014                                                   | -                                                                     | 22’                                                                   |
| 15-10-2013                                                            | Il Pireo                                                              | Grecia                                                                | 2 – 0                                                                 | Liechtenstein                                                         | Qual. Mondiali 2014                                                   | -                                                                     |                                                                       |
| 15-11-2013                                                            | Il Pireo                                                              | Grecia                                                                | 3 – 1                                                                 | Romania                                                               | Qual. Mondiali 2014                                                   | -                                                                     |                                                                       |
| 19-11-2013                                                            | Bucarest                                                              | Romania                                                               | 1 – 1                                                                 | Grecia                                                                | Qual. Mondiali 2014                                                   | -                                                                     | 58’                                                                   |
| 5-3-2014                                                              | Il Pireo                                                              | Grecia                                                                | 0 – 2                                                                 | Corea del Sud                                                         | Amichevole                                                            | -                                                                     |                                                                       |
| 31-5-2014                                                             | Oeiras                                                                | Portogallo                                                            | 0 – 0                                                                 | Grecia                                                                | Amichevole                                                            | -                                                                     |                                                                       |
| 6-6-2014                                                              | Harrison                                                              | Grecia                                                                | 2 – 1                                                                 | Bolivia                                                               | Amichevole                                                            | -                                                                     |                                                                       |
| 14-6-2014                                                             | Belo Horizonte                                                        | Colombia                                                              | 3 – 0                                                                 | Grecia                                                                | Mondiali 2014 - 1º turno                                              | -                                                                     |                                                                       |
| 20-6-2014                                                             | Natal                                                                 | Giappone                                                              | 0 – 0                                                                 | Grecia                                                                | Mondiali 2014 - 1º turno                                              | -                                                                     |                                                                       |
| 24-6-2014                                                             | Fortaleza                                                             | Grecia                                                                | 2 – 1                                                                 | Costa d'Avorio                                                        | Mondiali 2014 - 1º turno                                              | -                                                                     |                                                                       |
| 29-6-2014                                                             | Recife                                                                | Costa Rica                                                            | 1 – 1 dts (5 – 3 dtr)                                                 | Grecia                                                                | Mondiali 2014 - Ottavi di finale                                      | -                                                                     |                                                                       |
| 7-9-2014                                                              | Il Pireo                                                              | Grecia                                                                | 0 – 1                                                                 | Romania                                                               | Qual. Euro 2016                                                       | -                                                                     |                                                                       |
| 4-9-2015                                                              | Il Pireo                                                              | Grecia                                                                | 0 – 1                                                                 | Finlandia                                                             | Qual. Euro 2016                                                       | -                                                                     |                                                                       |
| 7-9-2015                                                              | Bucarest                                                              | Romania                                                               | 0 – 0                                                                 | Grecia                                                                | Qual. Euro 2016                                                       | -                                                                     | 68’                                                                   |
| 8-10-2015                                                             | Belfast                                                               | Irlanda del Nord                                                      | 3 – 1                                                                 | Grecia                                                                | Qual. Euro 2016                                                       | -                                                                     |                                                                       |
| 11-10-2015                                                            | Il Pireo                                                              | Grecia                                                                | 4 – 3                                                                 | Ungheria                                                              | Qual. Euro 2016                                                       | -                                                                     | 43’ 35’                                                               |
| 13-11-2015                                                            | Lussemburgo                                                           | Lussemburgo                                                           | 1 – 0                                                                 | Grecia                                                                | Amichevole                                                            | -                                                                     | 69’                                                                   |
| 17-11-2015                                                            | Istanbul                                                              | Turchia                                                               | 3 – 0                                                                 | Grecia                                                                | Amichevole                                                            | -                                                                     | 90’                                                                   |
| 29-3-2016                                                             | Il Pireo                                                              | Grecia                                                                | 2 – 3                                                                 | Islanda                                                               | Amichevole                                                            | -                                                                     |                                                                       |
| 4-6-2016                                                              | Sydney                                                                | Australia                                                             | 1 – 0                                                                 | Grecia                                                                | Amichevole                                                            | -                                                                     | 46’                                                                   |
| 7-6-2016                                                              | Sydney                                                                | Australia                                                             | 1 – 2                                                                 | Grecia                                                                | Amichevole                                                            | -                                                                     | 27’ 65’                                                               |
| 1-9-2016                                                              | Eindhoven                                                             | Paesi Bassi                                                           | 1 – 2                                                                 | Grecia                                                                | Amichevole                                                            | -                                                                     | 46’                                                                   |
| 7-10-2016                                                             | Atene                                                                 | Grecia                                                                | 2 – 0                                                                 | Cipro                                                                 | Qual. Mondiali 2018                                                   | -                                                                     | 78’                                                                   |
| Totale                                                                |                                                                       | Presenze                                                              | 38                                                                    |                                                                       | Reti                                                                  | 1                                                                     |                                                                       |

## Palmarès

### Club

#### Competizioni Nazionali
- Campionato greco: 5

Olympiakos: 2010-2011, 2011-2012, 2012-2013, 2013-2014, 2020-2021
- Coppa di Grecia: 2

Olympiakos: 2011-2012, 2012-2013